# Avinguda del Penedès (Santa Margarida i els Monjos)
L'Avinguda del Penedès és un carrer de Santa Margarida i els Monjos (Alt Penedès) inclòs a l'Inventari del Patrimoni Arquitectònic de Catalunya.

## Descripció
És un carrer de servei, paral·lel a la Carretera General, però separat d'ella mitjançant una franja de petit jardinet, i a un nivell menys elevat, on s'hi disposen una sola banda de cases entre mitgeres, compostes generalment de planta baixa i pis (algunes tenen, a més, golfes), amb cobertes a dos vessants. Les tipologies de les façanes mantenen certa uniformitat, que fan al carrer unitari de composició i de dimensions.